# سوکولیکی گورسکیه
سوکولیکی گورسکیه (به لهستانی:  Sokoliki Górskie) یک روستا در لهستان است که در گمینا لوتوویسکا واقع شده‌است. سوکولیکی گورسکیه ۰ نفر جمعیت دارد و ۸۳۶ متر بالاتر از سطح دریا واقع شده‌است.